# 印度咖啡產業

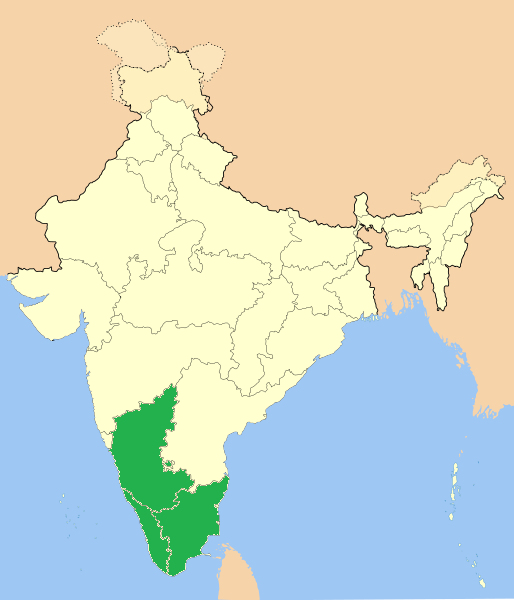
印度主要的咖啡種植地區

印度的咖啡產業目前由印度南部佔主導地位，卡納塔克邦、喀拉拉邦和泰米爾納德邦的咖啡產量合共佔全國超過90%；目前印度全國大約有25萬人栽種咖啡豆，而全國幾乎80％的咖啡產量會出口到德國、俄羅斯、西班牙、比利時、斯洛文尼亞、美國、日本、希臘、荷蘭、法國、意大利等地，大部分出口的咖啡豆會通過蘇伊士運河運輸。

## 生長環境

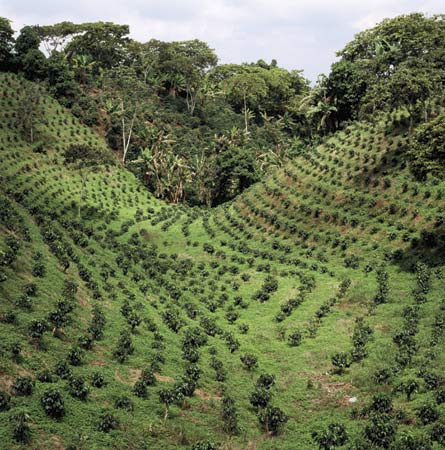
印度的咖啡豆種植

### 氣候
咖啡豆生長最理想的氣候條件是溫度介於攝氏23至28度，降雨量在1.5至2.0米之間，雨季後亦要有2-3個月的旱季。寒冷的氣溫接近冰點條件不適合種植咖啡。印度南部的降雨量雖少於1米，但設有灌溉設施，溫度及相對濕度也有利於咖啡豆的生長。

### 真菌侵蝕
在印度，咖啡植物時常受到真菌影響。最常影響咖啡豆生長的真菌是Hemileia vastatrix，目前仍未有根治的方法；咖啡植物亦會受到一種名為咖啡腐爛的疾病影響，這種疾病在雨季會對咖啡植物造成嚴重的損害。

## 普及程度

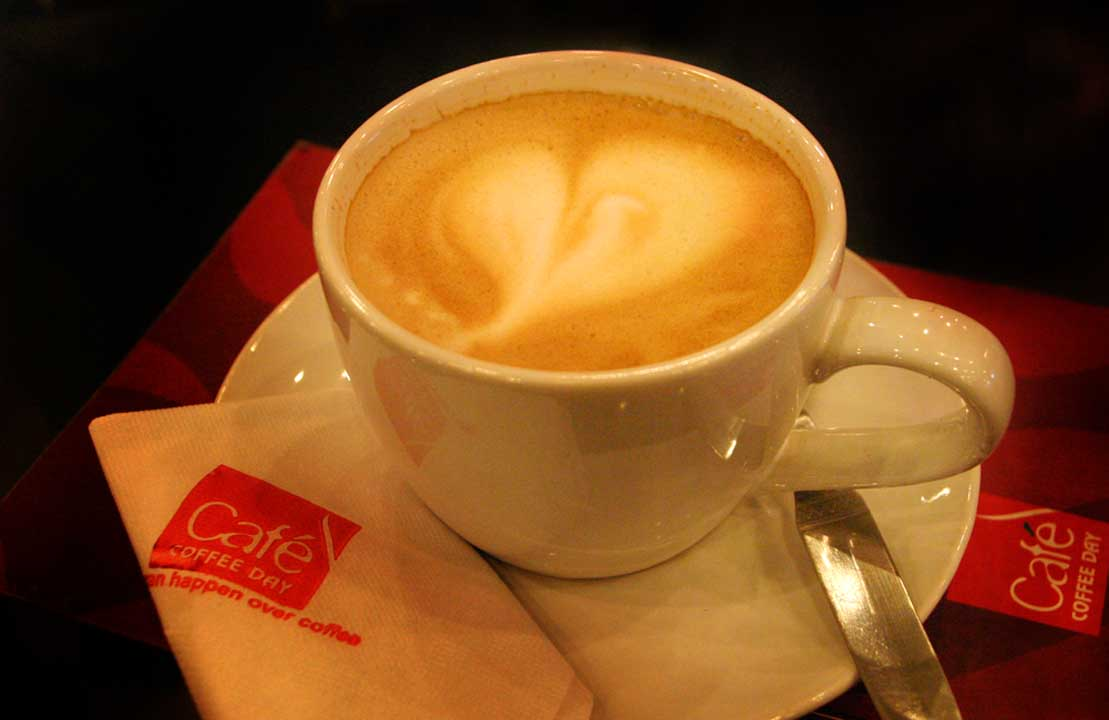
一杯印度咖啡吧咖啡日咖啡廳提供的咖啡

印度第一所咖啡館於1957年10月27日在新德里，自此以後，印度全國各地漸漸出現連鎖的咖啡館。今時今日，咖啡吧（coffee bars）在印度愈趨普及，而咖啡日咖啡廳是全國最大的連鎖咖啡吧。和栽種咖啡豆一樣，印度南部的咖啡消費量比其他地區較大。

## 管理
印度的咖啡產業是由印度工業和商業部屬下的印度咖啡委員會（Coffee Board of India）管理。印度咖啡委員會負責推廣栽種咖啡、咖啡在國內外的銷售、進行有關咖啡研究、向小型咖啡農提供財政援助、保障咖啡農工作時的待遇和未能出售的咖啡。